# La Verrie
La Verrie foi uma comuna francesa na região administrativa da Pays de la Loire, no departamento de Vendéia. Estendia-se por uma área de 43,11 km². Em 2010 a comuna tinha 5 620 habitantes (densidade: 130,4 hab./km²).
Em 1 de janeiro de 2019, passou a formar parte da nova comuna de Chanverrie.